# Eulaira suspecta
Eulaira suspecta là một loài nhện trong họ Linyphiidae.
Loài này thuộc chi Eulaira. Eulaira suspecta được Willis J. Gertsch & Mulaik miêu tả năm 1936.